# Zlogona vas
Zlogona vas este o localitate din comuna Oplotnica, Slovenia, cu o populație de 65 de locuitori.